# Lista gmin w stanie Hidalgo

Lokalizacja stanu Hidalgo na mapie Meksyku

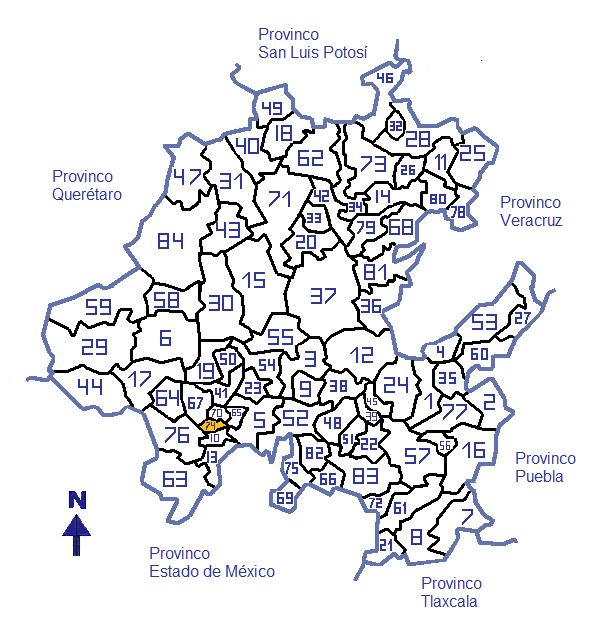
Gminy stanu Hidalgo oznaczone kodami Meksykańskiego Instytutu Statystycznego

Meksykański stan Hidalgo podzielony jest na 84 gmin (hiszp. municipios).
| INEGI (kod statystyczny) | Nazwa gminy                 | Siedziba władz         | Liczba ludności |
| ------------------------ | --------------------------- | ---------------------- | --------------- |
| 01                       | Acatlán                     | Acatlán                | 17 914          |
| 02                       | Acaxochitlán                | Acaxochitlán           | 34 892          |
| 03                       | Actopan                     | Actopan                | 48 518          |
| 04                       | Agua Blanca de Iturbide     | Agua Blanca Iturbide   | 8 443           |
| 05                       | Ajacuba                     | Ajacuba                | 16 111          |
| 06                       | Alfajayucan                 | Alfajayucan            | 16 859          |
| 07                       | Almoloya                    | Almoloya               | 10 638          |
| 08                       | Apan                        | Apan                   | 39 247          |
| 09                       | El Arenal                   | El Arenal              | 15 037          |
| 10                       | Atitalaquía                 | Atitalaquía            | 24 749          |
| 11                       | Atlapexco                   | Atlapexco              | 18 769          |
| 12                       | Atotonilco de Tula          | Atotonilco de Tula     | 26 500          |
| 13                       | Atotonilco El Grande        | Atotonilco El Grande   | 23 823          |
| 14                       | Calnali                     | Calnali                | 15 815          |
| 15                       | Cardonal                    | Cardonal               | 15 876          |
| 16                       | Chapantongo                 | Chapantongo            | 11 389          |
| 17                       | Chapulhuacán                | Chapulhuacán           | 20 577          |
| 18                       | Chilcuautla                 | Chilcuautla            | 15 284          |
| 19                       | Cuautepec de Hinojosa       | Cuautepec de Hinojosa  | 45 527          |
| 20                       | Eloxochitlán                | Eloxochitlán           | 2 417           |
| 21                       | Emiliano Zapata             | Emiliano Zapata        | 12 309          |
| 22                       | Epazoyucan                  | Epazoyucan             | 11 522          |
| 23                       | Francisco I. Madero         | Tepatepec              | 29 466          |
| 24                       | Huasca de Ocampo            | Huasca de Ocampo       | 15 201          |
| 25                       | Huautla                     | Huautla                | 22 521          |
| 26                       | Huazalingo                  | Huazalingo             | 11 863          |
| 27                       | Huehuetla                   | Huehuetla              | 22 927          |
| 28                       | Huejutla de Reyes           | Huejutla de Reyes      | 115 786         |
| 29                       | Huichapan                   | Huichapan              | 39 734          |
| 30                       | Ixmiquilpan                 | Ixmiquilpan            | 73 903          |
| 31                       | Jacala de Ledezma           | Jacala                 | 12 057          |
| 32                       | Jaltocan                    | Jaltocan               | 10 265          |
| 33                       | Juárez                      | Juárez                 | 2 820           |
| 34                       | Lolotla                     | Lolotla                | 9 541           |
| 35                       | Metepec                     | Metepec                | 9 278           |
| 36                       | Metztitlán                  | Metztitlán             | 20 123          |
| 37                       | Mineral de la Reforma       | Pachuquilla            | 68 704          |
| 38                       | Mineral del Chico           | Mineral del Chico      | 6 714           |
| 39                       | Mineral del Monte           | Mineral del Monte      | 11 944          |
| 40                       | La Misión                   | La Misión              | 10 096          |
| 41                       | Mixquiahuala de Juárez      | Mixquiahuala           | 37 747          |
| 42                       | Molango de Escamilla        | Molango                | 10 385          |
| 43                       | Nicolás Flores              | Nicolás Flores         | 6 202           |
| 44                       | Nopala de Villagrán         | Nopala                 | 15 099          |
| 45                       | Omitlán de Juárez           | Omitlán de Juárez      | 7 529           |
| 46                       | Pachuca de Soto             | Pachuca                | 275 578         |
| 47                       | Pacula                      | Pacula                 | 4 522           |
| 48                       | Pisaflores                  | Pisaflores             | 17 214          |
| 49                       | Progreso de Obregón         | Progreso               | 19 672          |
| 50                       | San Agustín Metzquititlán   | Mezquititlán           | 8 588           |
| 51                       | San Agustín Tlaxiaca        | San Agustín Tlaxiaca   | 27 118          |
| 52                       | San Bartolo Tutotepec       | San Bartolo Tutotepec  | 17 837          |
| 53                       | San Felipe Orizatlán        | Orizatlán              | 38 482          |
| 54                       | San Salvador                | San Salvador           | 28 637          |
| 55                       | Santiago de Anaya           | Santiago de Anaya      | 14 066          |
| 56                       | Singuilucan                 | Singuilucan            | 13 143          |
| 57                       | Tasquillo                   | Tasquillo              | 15 429          |
| 58                       | Tecozautla                  | Tecozautla             | 31 609          |
| 59                       | Tenango de Doria            | Tenango de Doria       | 15 793          |
| 60                       | Tepeapulco                  | Tepeapulco             | 49 850          |
| 61                       | Tepehuacán de Guerrero      | Tepehuacán de Guerrero | 27 840          |
| 62                       | Tepeji del Rio de Ocampo    | Tepeji de Ocampo       | 69 755          |
| 63                       | Tepetitlán                  | Tepetitlán             | 8 893           |
| 64                       | Tetepango                   | Tetepango              | 9 697           |
| 65                       | Tezontepec de Aldama        | Tezontepec de Aldama   | 41 909          |
| 66                       | Tianguistengo               | Tianguistengo          | 13 478          |
| 67                       | Tizayuca                    | Tizayuca               | 56 573          |
| 68                       | Tlahuelilpan                | Tlahuelilpan           | 15 412          |
| 69                       | Tlahuiltepa                 | Tlahuiltepa            | 9 264           |
| 70                       | Tlanalapa                   | Tlanalapa              | 8 662           |
| 71                       | Tlanchinol                  | Tlanchinol             | 33 694          |
| 72                       | Tlaxcoapan                  | Tlaxcoapan             | 24 734          |
| 73                       | Tolcayuca                   | Tolcayuca              | 11 746          |
| 74                       | Tula de Allende             | Tula de Allende        | 93 296          |
| 75                       | Tulancingo                  | Tulancingo de Bravo    | 129 935         |
| 76                       | Tulantepec de Lugo Guerrero | Santiago Tulantepec    | 29 246          |
| 77                       | Villa de Tezontepec         | Tezontepec             | 10 723          |
| 78                       | Xochiatipan                 | Xochiatipan            | 18 157          |
| 79                       | Xochicoatlán                | Xochicoatlán           | 6 954           |
| 80                       | Yahualica                   | Yahualica              | 22 238          |
| 81                       | Zacualtipan de Ángeles      | Zacualtipan            | 25 987          |
| 82                       | Zapotlán de Juárez          | Zapotlán de Juárez     | 16 496          |
| 83                       | Zempoala                    | Zempoala               | 27 433          |
| 84                       | Zimapan                     | Zimapan                | 34 476          |